# 레이 돈 총
레이 돈 총(Rae Dawn Chong, 1961년 2월 28일 ~ )은 캐나다의 배우이다.

## 출연 작품
- 노크 엠 데드 (2014)
- 제프 후 리브스 앳 홈 (2011)
- 사이러스 (2010)
- 콘스텔레이션 (2005)
- 커스 파트 3 (2000)
- 비지트 (2000)
- 프로텍터 (1998)
- 굿바이 아메리카 (1997)
- 스몰 타임 (1996)
- 죽음의 마스크 (1996)
- 매치 포인트 (1995)
- 크라잉 프리맨 (1995)
- 하이드어웨이 (1995)
- 다크 사이드 (1994, Boulevard)
- 엑사일 (1993)
- X세대 연애 방식 (1992)
- 바로워 (1991)
- 감옥 속의 여인들 (1991)
- 체인댄스 (1991)
- 데니얼 (1990)
- 공포의 3일밤 (1990)
- 제3의 목격자 (1990)
- 골빈 사나이 (1990)
- 루드 어웨이커닝 (1989)
- 위험한 트릭 (1987)
- 프린서펄 (1987)
- 소울 맨 (1986)
- 아메리칸 플라이어 (1985)
- 컬러 퍼플 (1985)
- 코만도 (1985)
- 코시컨 브라더스 (1984)
- 날 선택해요 (1984)
- 피어 시티 (1984)
- 할렘가의 아이들 (1984)
- 불을 찾아서 (1981)
- 스토니 아일랜드 (1978)
- 디즈니랜드 (1954)